# Sa Pereira
Sa Pereira es un municipio del departamento Las Colonias, provincia de Santa Fe, República Argentina, a 60 km de la capital provincial; conectada por acceso a la RN 19.

## Población
Cuenta con 1906 habitantes (Indec, 2010), lo que representa un incremento del 16,4 % frente a los 1681 habitantes (Indec, 2001) del censo anterior.
| Gráfica de evolución demográfica de Sa Pereira entre 1991 y 2022 |
|                                                                  |
| Fuente: Censos nacionales del INDEC                              |

## Santa Patrona
- Santa Rosa, festividad: 30 de agosto

## Historia
- 1857, Domingo de Sa Pereira compra al Estado terrenos comprendiendo a las localidades de Sa Pereira, San Mariano y Santa Clara de Buena Vista
- 1880, Eduardo de Sa Pereira, hereda la propiedad de su padre y las comienza a colonizar
- 1886, dona a "Ferrocarriles de Buenos Aires y Rosario" el área para vías y estación. Y traza el pueblo, vendiendo solares
- 15 de octubre de 1886, se aprueba la traza del pueblo. En honor a su fundador y homenaje a la donación, la empresa ferroviaria elige "Sa Pereira" como nombre para la pequeña localidad.

- 25 de febrero de 1978: La localidad fue testigo de la segunda mayor tragedia ferroviaria del país.

## Creación de la Comuna
- 14 de octubre de 1914

## Entidades deportivas
- Club Atlético Belgrano de Sa Pereira

## Colegios
- Escuela Educ. Técnica N.º 299 “Carlos S. Begnis”
- Escuela Eduardo de Sa Pereira

## Parroquias de la Iglesia católica en Sa Pereira
| Arquidiócesis | Santa Fe de la Vera Cruz |
| ------------- | ------------------------ |
| Parroquia     | Santa Rosa de Lima       |